# 約瑟夫·亨弗里奇
| 697 Galilea     | 1910年2月14日  |
| 698 Ernestina   | 1910年3月5日   |
| 699 Hela        | 1910年6月5日   |
| 700 Auravictrix | 1910年6月5日   |
| 701 Oriola      | 1910年7月12日  |
| 702 Alauda      | 1910年7月16日  |
| 706 Hirundo     | 1910年10月9日  |
| 708 Raphaela    | 1911年2月3日   |
| 709 Fringilla   | 1911年2月3日   |
| 713 Luscinia    | 1911年4月18日  |
| 714 Ulula       | 1911年5月18日  |
| 2056 Nancy      | 1909年10月15日 |
| 3861 Lorenz     | 1910年3月30日  |

約瑟夫·亨弗里奇（德語：Joseph Helffrich，1890年1月12日—1971年）是一名德國天文學家。
亨弗里奇出生於巴登-符騰堡邦曼海姆。1913年，他在海德堡大學的王座山天文台完成博士論文。
當時，海德堡大學的天文台是馬克斯·沃爾夫指導的小行星發現中心，亨弗里奇在那裡工作期間發現了許多小行星。
小行星2290以亨弗里奇的名字命名。

## 外部連結
- List of Dissertations at the Landessternwarte Heidelberg-Königstuhl